# Gundel Henrikson
Gundel Anita Henrikson, född 31 maj 1916 i Borgå, död där 7 november 1989, var en finländsk skådespelare.

## Biografi
Henrikson, som var dotter till bagarmästare Ferdinand Henrikson och Helmi Charlotta Törnqvist, absolverades från åttaklassigt läroverk 1934, genomgick Samfundet Folkhälsans barnavårdskurs 1935 och Svenska Teaterns elevskola 1937–1939. Hon erhöll stipendier av staten, Helsingfors stad, Svenska kulturfonden, Svenska Teatern och Skådespelarförbundet. Hon var skådespelare vid Svenska Teatern i Helsingfors 1939–1960, i Åbo 1960–1961 och i Helsingfors från 1961. Hon medverkade även i radio- och TV-teater. Hon var styrelsemedlem i Finlands svenska skådespelarförbund. Hon tilldelades Pro Finlandia-medaljen 1964.